# Puig Pinós
El Puig Pinós és una muntanya de 308 metres que es troba al municipi de Rubí, a la comarca del Vallès Occidental.
Al cim podem trobar-hi un vèrtex geodèsic (referència 285119015).